# I. J. Good
Irving John ("I. J."; "Jack") Good (n. 9 decembrie 1916, Londra, Regatul Unit al Marii Britanii și Irlandei – d. 5 aprilie 2009, Radford, Virginia, SUA) a fost un matematician britanic. Good a fost criptanalist la Bletchley Park împreună cu Alan Turing. După cel de-al doilea război mondial, Good a continuat să lucreze cu Turing la proiectarea computerelor și a statisticilor bayesiene la Universitatea din Manchester. Good s-a mutat în Statele Unite, unde a fost profesor la Virginia Tech.
S-a născut ca Isadore Jacob Gudak într-o familie de evrei polonezi din Londra. Mai târziu, el și-a anglicizat numele ca Irving John Good și și-a semnat publicațiile „I. J. Good”.
Un inițiator al conceptului acum cunoscut sub numele de „explozie de inteligență”, Good a fost consultant al supercomputerelor lui Stanley Kubrick, regizorul filmului din 1968 2001: A Space Odyssey.